# The Hold Steady
The Hold Steady é uma banda de rock baseada no Brooklyn, Nova Iorque, embora quatro dos seus cinco membros terem morado em Minneapolis e suas raízes nas cidades gêmeas (Minneapolis e Saint Paul) sejam constantemente mencionadas nas letras do grupo.

## História
O Hold Steady foi criado depois do fim do Lifter Puller, banda de indie rock da qual participavam Craig Finn (voz, guitarra) e Tad Kubler (guitarra). Seu primeiro álbum, "The Hold Steady Almost Killed Me" (2004), foi bem recepcionado pela crítica, mas não teve grande impacto no público.
No dia 3 de maio de 2005, foi lançado o disco seguinte, "Separation Sunday", um álbum conceitual sobre uma garota chamada Holly (apelido para Hallelujah) e sua jornada em busca de um equilíbrio entre o Catolicismo e um estilo de vida rock'n roll através do consumo de drogas e uma aparente reencarnação. Esse disco, assim como o anterior, foi lançado pela gravadora americana Frenchkiss.
O terceiro álbum da banda, chamado "Boys and Girls in America" (2006), além de ter sido bastante elogiado pela crítica, obteve relativo sucesso comercial, alcançando a 124a posição na Billboard 200 (lista semanal dos 200 discos mais vendidos nos Estados Unidos). Esse trabalho apresenta certa mudança no estilo vocal de Craig Finn, que em discos anteriores parecia falar no decorrer das músicas ao invés de cantar, e agora dá mais atenção às melodias. Holly, a personagem principal do disco anterior, também aparece em "Boys and Girls in America", embora com menos frequência. Esse foi o primeiro álbum do Hold Steady por sua nova gravadora, a Vagrant.
Em 2008, lançaram "Stay Positive", cheio de guitarras pesadas e teclados em evidência. Este disco, muito bom, vem sendo um pouco criticado pelo público dito "indie" em virtude da sonoridade mais pesada e antiga de suas músicas.

## Membros

### Atualmente
- Craig Finn (voz, guitarra)
- Tad Kubler (guitarra)
- Franz Nicolay (piano, teclados)
- Galen Polivka (baixo)
- Bobby Drake (bateria)

### Ex-membros
- Judd Counsell (bateria)

## Discografia

### Álbuns
- "The Hold Steady Almost Killed Me" (2004)
- "Separation Sunday" (2005)
- "Boys and Girls in America" (2006)
- "Stay Positive" (2008)